# Bocconia integrifolia
Bocconia integrifolia là một loài thực vật có hoa trong họ Anh túc. Loài này được Bonpl. mô tả khoa học đầu tiên năm 1808.